# Under the Fold
Under the Fold er en animationsfilm fra 2012 instrueret af Bo Juhl Nielsen efter eget manuskript.

## Handling
Frank er arbejdsløs og synker langsomt ned i en depression. Hans søns naive, men optimistiske syn på situationen kan vise sig at være vejen frem.